# جوزيف روزير
جوزيف روزير (بالفرنسية: Joseph Rozier)‏ هو كاهن كاثوليكي فرنسي، ولد في 5 يونيو 1924 في Murat-le-Quaire ‏ في فرنسا، وتوفي في 11 يونيو 1994 في بواتييه في فرنسا.